# Rosolina Mare
Rosolina Mare is een badplaats in het noordoosten van Italië in de provincie Rovigo. Het heeft een zandstrand en is gelegen aan de Venetiaanse kust gelegen op 58 km ten zuiden van Venetië.